# Kaliummetaborat
Kaliummetaborat (KBO2) ist eine anorganische chemische Verbindung des Kaliums aus der Gruppe der Borate.

## Gewinnung und Darstellung
Kaliummetaborat kann durch Reaktion von Kaliumcarbonat mit Bortrioxid oder Bornitrid gewonnen werden.
{\displaystyle {\ce {K2CO3 + B2O3 -> 2 KBO2 + CO2}}}

## Eigenschaften
Kaliummetaborat ist ein weißer Feststoff. Er besitzt eine Kristallstruktur mit der Raumgruppe R3c (Raumgruppen-Nr. 167). Die Verbindung liegt als Trimer vor.

## Verwendung
Kaliummetaborat wird in Frackingflüssigkeiten verwendet.